# Шмидт-Ротлуф, Карл
Карл Шмидт-Ротлуф (нем. Karl Schmidt-Rottluff, настоящее имя Карл Шмидт (нем. Karl Schmidt); 1 декабря 1884[…], Ротлуф, Королевство Саксония, Германская империя — 10 августа 1976[…], Западный Берлин, ФРГ) — немецкий художник-экспрессионист, один из теоретиков модернизма в живописи.

## Раннее творчество, группа«Мост»
- 1884 — родился в местечке Ротлуф близ Хемница (ныне в составе Хемница)
- 1901 — знакомство и дружба с Эрихом Хеккелем
- 1905 — поступает в Высшую техническую школу в Дрездене, 7 июня основывает вместе с Фрицем Блейлем, Эрнстом Людвигом Кирхнером и Хеккелем художественную группу «Мост» (нем. Brücke)
- 1906 — приглашает в «Мост» Эмиля Нольде, в Гамбурге знакомится с Шифлером и Шапире
- 1907—1912 — летние поездки в Дангаст, где много рисует
- 1911 — путешествие в Норвегию
- 1912 — переезд в Берлин, знакомство и дружба с Лионелем Фейнингером, участие в выставке «Зондербунд» в Кёльне, поездки в Италию, Париж и Далмацию
- 1913 — распад группы «Мост»

## 1914—1933
- 1915—1918 — участвует в Первой мировой войне, воюет солдатом в России и Литве
- 1918 — бракосочетание с Эми Фриш
- 1918—1921 — член «Рабочего совета по искусству», сотрудник журнала «Акция»
- 1918—1943 — живёт в Берлине, ежегодные поездки на Балтийское море, где художник много работает
- 1931—1933 — член Прусской Академии искусств

## Начало преследований и война: 1933—1945
В 1933 был вынужден подать в отставку. Его работы остаются в музеях вплоть до Олимпийских игр 1936 года, во время которых в галерее им. Фердинанда Мёллера (Ferdinand Möller Galerie) были продемонстрированы 70 его акварелей. В том же году он выставляется в Галерее Вестерманн (Westermann Gallery) в Нью-Йорке. В феврале-марте 1937 г. ещё 40 акварелей были выставлены в Берлине, в галерее им. Карла Буххольца.
А уже в июле 1937 года 25 картин, 24 рисунка и 2 его акварели оказываются в Мюнхене, на выставке «Дегенеративное искусство». В результате развернутой нацистами кампании по борьбе с художественным авангардом к 1938 году из немецких музеев было изъято 608 произведений Шмидта-Ротлуфа. В то же время, как Эрнст Барлах или Эмиль Нольде, он продолжал выставлять некоторые свои работы в рамках т. н. «Производственных выставок», проходивших под покровительством Германского трудового фронта.
- 1941 — запрет рисовать, изгнание из Канцелярии по делам изобразительных искусств (Reichskammer der bildenden Künste).
- 1943 — бомбардировками уничтожено рабочее ателье художника, переезд в Ротлуф

## Послевоенный период
- 1946 — возвращение в Берлин
- 1947—1954 — профессор Высшей школы искусств в Берлине
- 1951 — выставки в художественной галерее Мангейма, Государственной галерее г. Штутгарта (нем. Staatsgalerie Stuttgart).
- 1953 — выставка, организованная обществом Kestnergesellschaft в Ганновере.
- 1954 — к 70-летию Шмидт-Ротлуфа были устроены выставки в Киле, Нюрнберге, Гамбурге. Аналогичные ретроперспективные выставки прошли и в 1964 и в 1974 гг. и были приурочены соответственно к 80-ти и 90-летнему юбилеям.
- 1964 — по предложению Шмидт-Ротлуфа в Берлине учреждается музей группы «Мост»